# Калифорнийски морски лъвове
Калифорнийските морски лъвове (Zalophus) са род от семейство Ушати тюлени (морски лъвове и морски котки) от разред Хищници.

## Описание
Тюлените от род Калифорнийски морски лъвове имат изявен полов диморфизъм, тъй като възрастните мъжки имат ясно изразен сагитален гребен; мъжките са тъмнокафеви на цвят, докато женските са по-светли. За разлика от другите ушати тюлени, мъжките нямат ясно очертана грива.
Както при всички ушати тюлени, мъжките са значително по-големи и по-тежки от женските. При калифорнийския морски лъв мъжките екземпляри достигат между 300 и 380 кг при 240 см дължина, а женските между 80 и 120 кг при при 180 до 200 см дължина. При галапагоския морски лъв мъжките тежат около 250 кг при дължина от 250 до 270 см, а женските тежат между 60 и 100 кг при дължина от 150 до 170 см.
Имат източено тяло, със слой мазнина под кожата, който осигурява топлина и плаваемост. Козината е кафява. Очите са големи, за да компенсират ниските нива на светлина в подводната среда, а мустаците увеличават усещането им за допир. Ноздрите се затварят автоматично при влизане във водата. Дългите им предни перки се въртят навън за по-добро движение на сушата и ги тласкат напред във водата, където остават възможно най-дълго.

## Систематика
Дълго време специалистите спорят дали трите таксона, съставляващи този род, са три пълни, монотипни вида, или вместо това са един вид (калифорнийски морски лъв) с три подвида.
Още през 1953 г. зоологът Ерлинг Сивертсен създава нова индикативна класификация, след като отново изследва и каталогизира в музея на Осло черепи и фосили, събрани от норвежкия изследователски кораб MK Norvegia, 5 между 1928 и 1929 г. Цялостно проучване на молекулярната генетика от Института по генетика в Университета в Кьолн, Института за еволюционна биология „Макс Планк“ в Пльон и Департамента по поведенчески науки в Университета в Билефелд, заключава 50 години по-късно, че митохондриите и клетъчните ядра поддържат разделяне на три вида.
Според молекулярните изследвания, клонът на галапагоския морски лъв се е отклонил от клона на калифорнийския морски лъв преди 2,3 (± 0,5) милиона години, което подкрепя класифицирането му като независим вид.

### Видове
Родът включва следните видове, от които един е наскоро изчезнал:
| Изображение | Име                                               | Разпространение                                                                                 |
| ----------- | ------------------------------------------------- | ----------------------------------------------------------------------------------------------- |
|             | Калифорнийски морски лъв (Zalophus californianus) | Западното крайбрежие и островите на Северна Америка, от югоизточна Аляска до централно Мексико. |
|             | Галапагоски морски лъв (Zalophus wollebaeki)      | Еквадорско крайбрежие на север до остров Горгона в Колумбия.                                    |
|             | Японски морски лъв (Zalophus japonicus) †         | Япония и Корея; стига до южната част на полуостров Камчатка и остров Сахалин в Русия            |

## Екология
Тези тюлени почиват по бреговете. Когато търсят храна, те се гмуркат до 40 метра дълбочина и ловуват риба и октоподи. По време на размножителния период мъжките създават строго охранявани територии по бреговете и се опитват да спечелят харем от няколко женски.
Хранят се с риба и мекотели. Те са много общителни и се срещат в големи групи, по скали, брегове и дори върху човешки конструкции, като кейове.
За разлика от Южните морски котки (Arctocephalus), които живеят в добре структурирани социални групи, видовете от род Калифорнийски морски лъвове образуват променливи групи без организация, въпреки че мъжките също са териториални и обикновено образуват хареми от около петнадесет женски на един мъжки. Мъжките издават силни звуци, за да маркират територия. Обикновено се чифтосват между май и януари в зависимост от вида. Женските раждат само едно малко, което се ражда на суша или вода след бременност, която продължава между 342 и 365 дни. Те са единствените бозайници, чието мляко не съдържа лактоза. Женските отбиват малките си след 11 до 12 месеца, но някои кърмят своите едногодишни малки заедно с новородените си.

## Галерия
- Двойка галапагоски морски лъвове, заснети в ранна сутрин на остров Изабела, Галапагоски острови
- Калифорнийски морски лъвове в Санта Крус, Калифорния
- Калифорнийски морски лъвове, плуващи сред риби, остров Гуадалупе, Мексико